# Paederia calycina
Paederia calycina är en måreväxtart som beskrevs av Wilhelm Sulpiz Kurz. Paederia calycina ingår i släktet Paederia och familjen måreväxter. Inga underarter finns listade i Catalogue of Life.